# Steganacarus spinosus
Steganacarus spinosus är en kvalsterart som först beskrevs av Sellnick 1920.  Steganacarus spinosus ingår i släktet Steganacarus och familjen Phthiracaridae. Inga underarter finns listade i Catalogue of Life.